# Bahnhof London Victoria

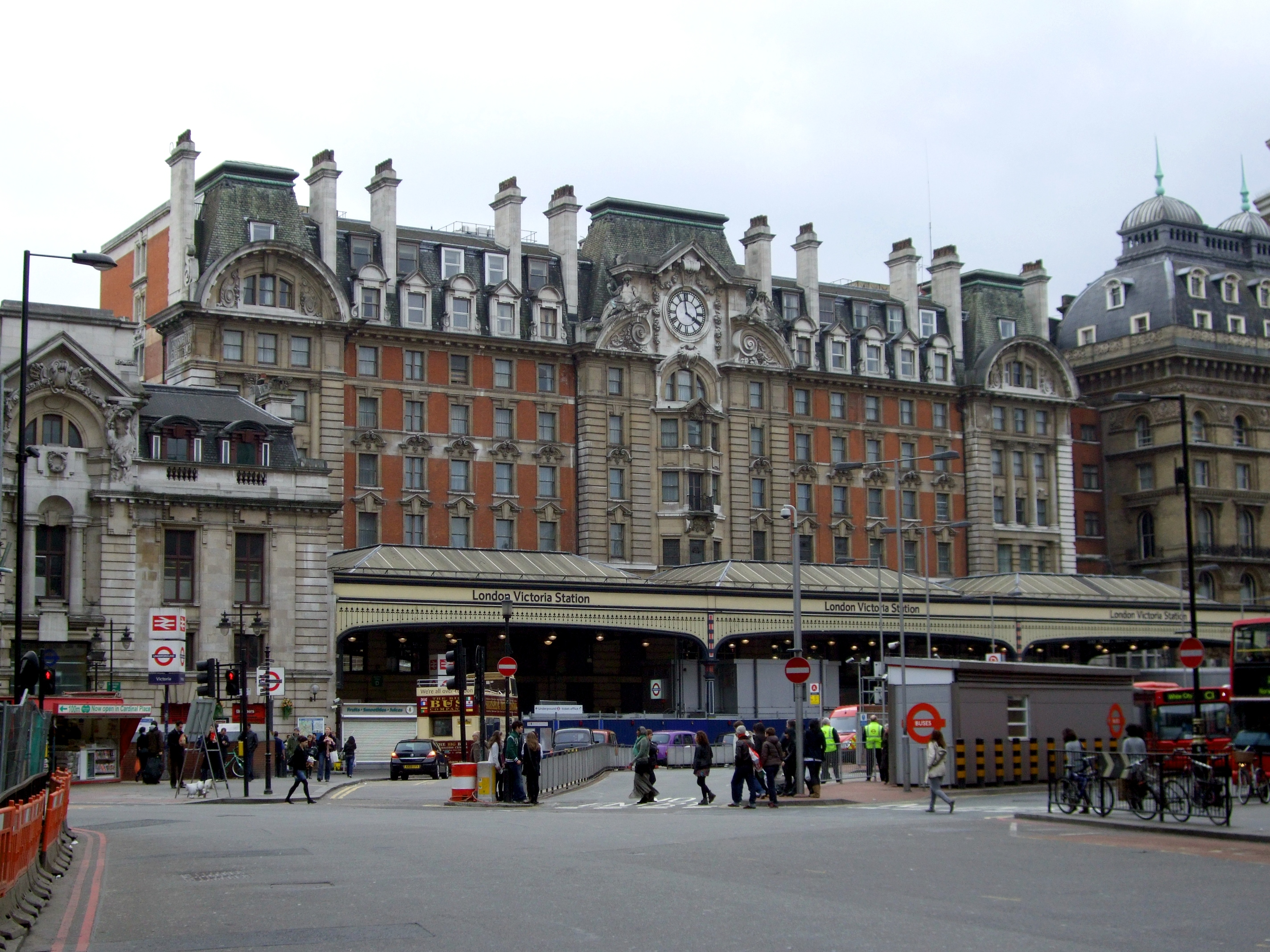
Hauptfassade

London Victoria (IATA-Bahnhofs-Code ZEP) ist einer der Hauptbahnhöfe von London. Er liegt in der City of Westminster nahe dem Buckingham Palace und ist nach der nahe gelegenen Victoria Street benannt. Von hier aus verkehren Züge in die südlichen Vororte Londons und in den Südosten Englands. Im Jahr 2014 nutzten 81,356 Millionen Fahrgäste der Eisenbahn den Bahnhof. Darüber hinaus ist Victoria ein bedeutender Knotenpunkt des U-Bahn-Netzes der London Underground, der 2014 von 86,73 Millionen Fahrgästen genutzt wurde und als chronisch überlastet gilt.
Victoria wurde gebaut, um sowohl die Brighton Main Line als auch die Chatham Main Line zu bedienen, und vermittelte schon immer ein „gespaltenes“ Gefühl zweier getrennter Bahnhöfe. Der Brightoner Bahnhof wurde 1860 eröffnet, zwei Jahre später folgte der Chathamer Bahnhof. Er ersetzte einen provisorischen Endbahnhof in Pimlico und die Grosvenor-Brücke über die Themse wurde gebaut. Der Bahnhof wurde als Londoner Endbahnhof sofort populär, was zu Betriebsverzögerungen führte und Modernisierungen sowie Umbauten erforderlich machte. Er war bekannt für luxuriöse Pullman-Zugverbindungen und kontinentale Bootszugfahrten und wurde während des Ersten Weltkriegs zu einem Anlaufpunkt für Soldaten. Etwa 600 Meter südwestlich des Bahnhofs befindet sich die Victoria Coach Station, der Londoner Terminal für Reisebusse.

## Eisenbahn

### Anlage

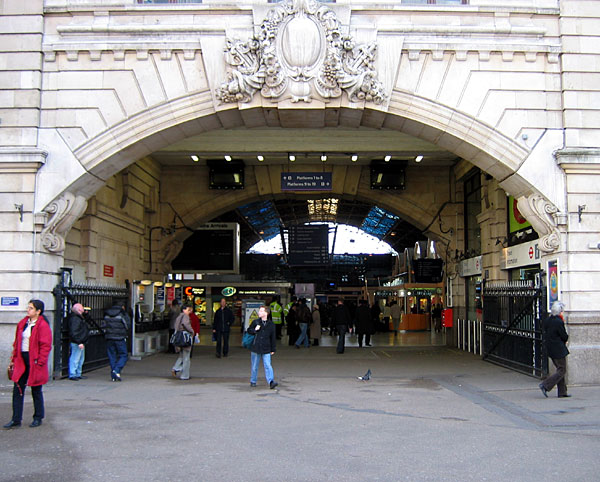
Eingang zum Bahnhof Victoria

Aus betrieblicher Sicht besteht der Bahnhof aus zwei Teilen: Vom Ostteil (Gleise 1 bis 8) verkehren die Züge nach Kent, vom Westteil (Gleise 9 bis 19) die Züge nach Surrey, Sussex, Brighton sowie zum Flughafen London-Gatwick. Aktuell fahren drei britische Bahngesellschaften den Bahnhof Victoria an: Gatwick Express, Southern und Southeastern. London Victoria ist einer von 18 britischen Bahnhöfen, die nicht von einer Bahngesellschaft, sondern von der Bahninfrastrukturgesellschaft Network Rail verwaltet werden.
Obwohl beide Bahnhofsteile etwa zur gleichen Zeit entstanden sind, können sie aufgrund der damals verwendeten Materialien und der unterschiedlichen Konstruktion der Bahnhofshallen klar voneinander unterschieden werden. Die westliche Bahnhofshalle steht seit 2001 unter Denkmalschutz (Grade II), mitsamt den Wänden des Vorhofs und den Bahnsteigen.

### Geschichte

#### Entstehung des Bahnhofs und der Zufahrtsstrecke
Der Crystal Palace, die Ausstellungshalle der Great Exhibition von 1851, wurde 1854 vom ursprünglichen Standort Hyde Park nach Sydenham verlegt. Dadurch entstand in der noch ländlichen Gegend außerhalb der Stadt eine bedeutende Touristenattraktion und die London, Brighton and South Coast Railway (LB&SCR) eröffnete im selben Jahr eine Zweigstrecke der Brighton Main Line dorthin. Noch während der Bauarbeiten plante die West End of London and Crystal Palace Railway (WELCPR) eine weitere Strecke zum Crystal Palace, die in Battersea am südlichen Ende der neuen Chelsea Bridge begann. Diese Strecke ging 1858 in Betrieb. Kurz darauf leaste die LB&SCR den größten Teil der Strecke und errichtete bei Norwood Junction eine Verbindungsstrecke zur Brighton Main Line. Rasch erkannten die Verantwortlichen, dass nördlich der Themse ein neuer Kopfbahnhof erforderlich war, um die City of Westminster besser zu erschließen.
Im Sommer 1857 gab es diesbezüglich erste Pläne. Der Bahnhof wurde in Projektphase als Grosvenor Terminus bezeichnet, jedoch kurze Zeit später in Victoria umbenannt, da er bei der Victoria Street zu liegen kommen würde. Drei weitere Bahngesellschaften suchten ebenfalls nach geeigneten Standorten in Westminster: die Great Western Railway (GWR), die London and North Western Railway (LNWR) und die East Kent Railway (EKR). Die zwei ersten verfügten über einen Bahnanschluss nach Battersea, aufgrund des gemeinsamen Besitzes der West London Line mit der LB&SCR. 1858 leaste die EKR die verbliebenen Strecken der WELCPR und verhandelte mit der LB&SCR über Nutzungsrechte für den Fall, dass letztere eine eigene Strecke nach Westminster bauen würde. Am 23. Juli 1859 gründeten die vier Gesellschaften gemeinsam das Joint-venture Victoria Station and Pimlico Railway (VS&PR) – mit der Absicht, eine Strecke von Battersea über den Fluss zum geplanten Kopfbahnhof zu errichten. Im darauf folgenden Monat benannte sich die EKR in London, Chatham and Dover Railway (LC&DR) um. Die neue Strecke folgte teilweise dem Grosvenor Canal und erforderte den Bau einer neuen Themsebrücke, die Grosvenor Bridge. Sie besaß Mehrschienengleise, um die Breitspurzüge der GWR aufnehmen zu können.

#### Getrennte Bahnhofsteile

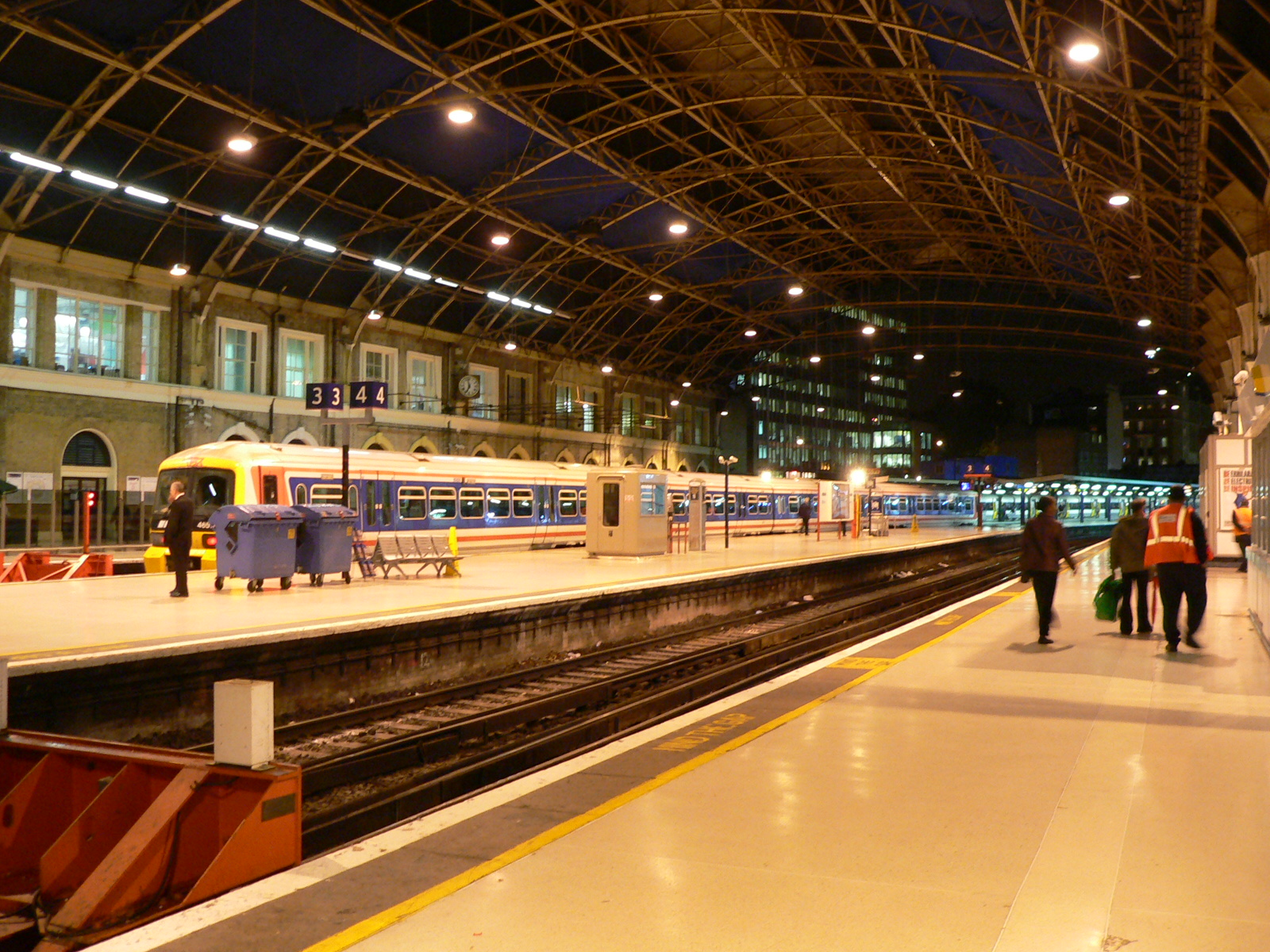
Bahnhofshalle (östlicher Teil)

Der Bahnhof entstand in zwei Teilen. Am 1. Oktober 1860 wurde der westliche Bahnhofsteil der LB&SCR eröffnet, der sechs Bahnsteige, zehn Gleise und das Hotel Grosvenor mit 300 Zimmern umfasste. 1898 ließ die LB&SCR ihren Bahnhofsteil abreißen und durch ein größeres Ziegelsteingebäude im Neorenaissance-Stil ersetzen. Die Arbeiten, die den Umbau des Hotels umfassten, waren 1908 abgeschlossen. Am 1. Dezember 1909 nahm die LB&SCR den elektrischen Betrieb auf der Strecke nach London Bridge auf, dabei verwendete sie Oberleitungen.

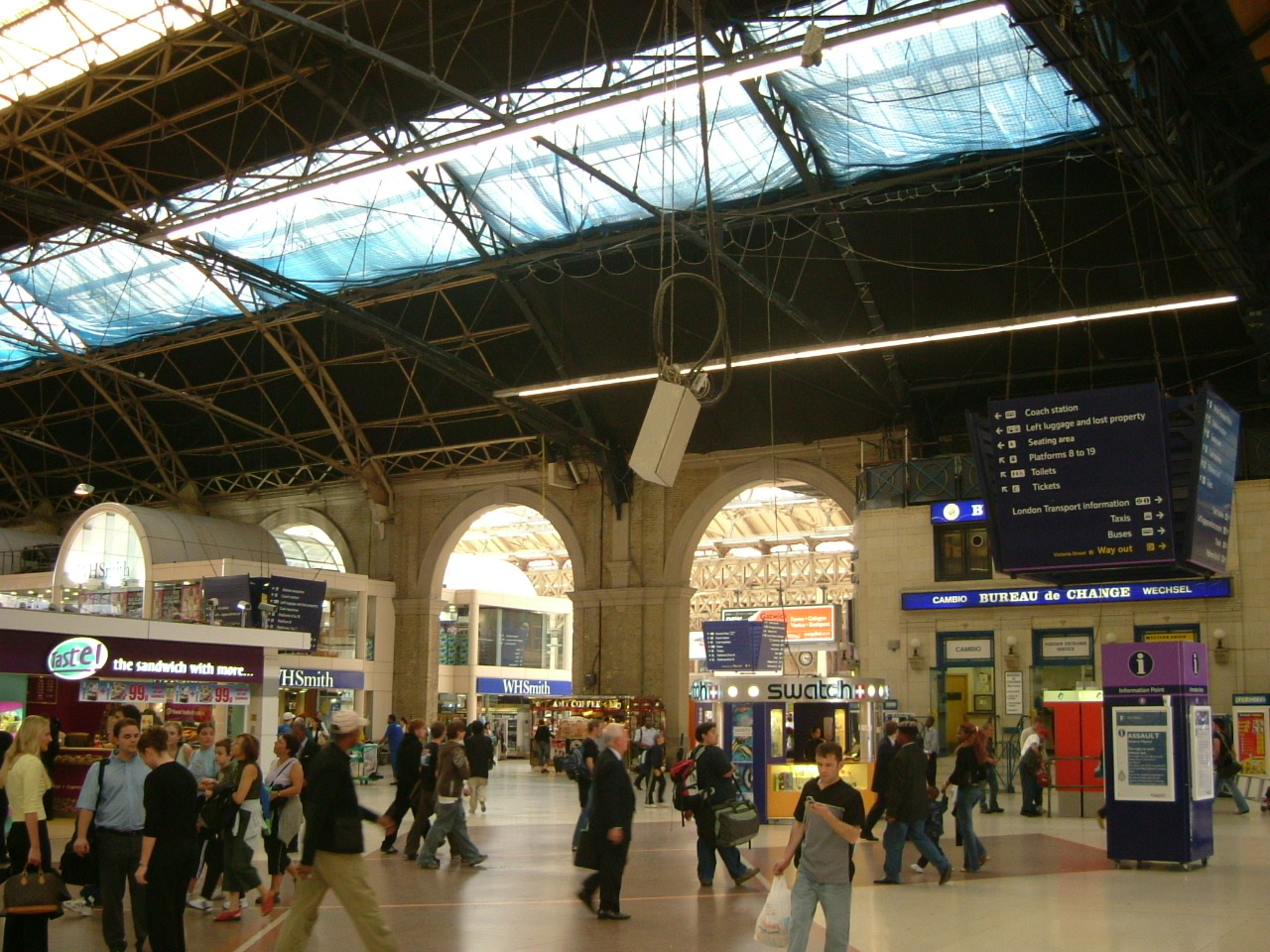
Bahnhofshalle (östlicher Teil)

Am 28. Juni 1860 leasten die LC&DR und die GWR gemeinsam für eine Dauer von 999 Jahren den östlichen Teil des Bahnhofs Victoria, wobei die GWR sich mit einem Anteil vom 6,67 % begnügte. Die LC&DR eröffnete am 3. Dezember 1860 ihre Hauptstrecke bis nach Canterbury und begann am selben Tag, den Bahnhofsteil der LB&SCR zu nutzen. Diese vorübergehende Nutzung endete am 25. August 1862, als LC&DR und GWR den östlichen Bahnhofsteil (mit hölzerner Fassade) eröffneten. Dieser Teil besaß acht Gleise, davon fünf gemischte mit Breitspur für die GWR, die von hier aus Züge nach Windsor verkehren ließ.
Ab 1899 bildete die LC&DR mit der South Eastern Railway eine gemeinsame Betriebsgesellschaft, die South Eastern and Chatham Railway (SE&CR). Die Folge davon war eine Rationalisierung des Zugangebots nach Victoria. Der östliche Bahnhofsteil wurde ebenfalls neu erbaut und am 16. Juni 1906 wiedereröffnet. Die GWR bediente den Bahnhof ab 1915 nicht mehr. Gründe dafür waren einerseits der Erste Weltkrieg, andererseits die Konkurrenz der elektrifizierten U-Bahnen im Westen Londons.

#### Vereinigter Bahnhof

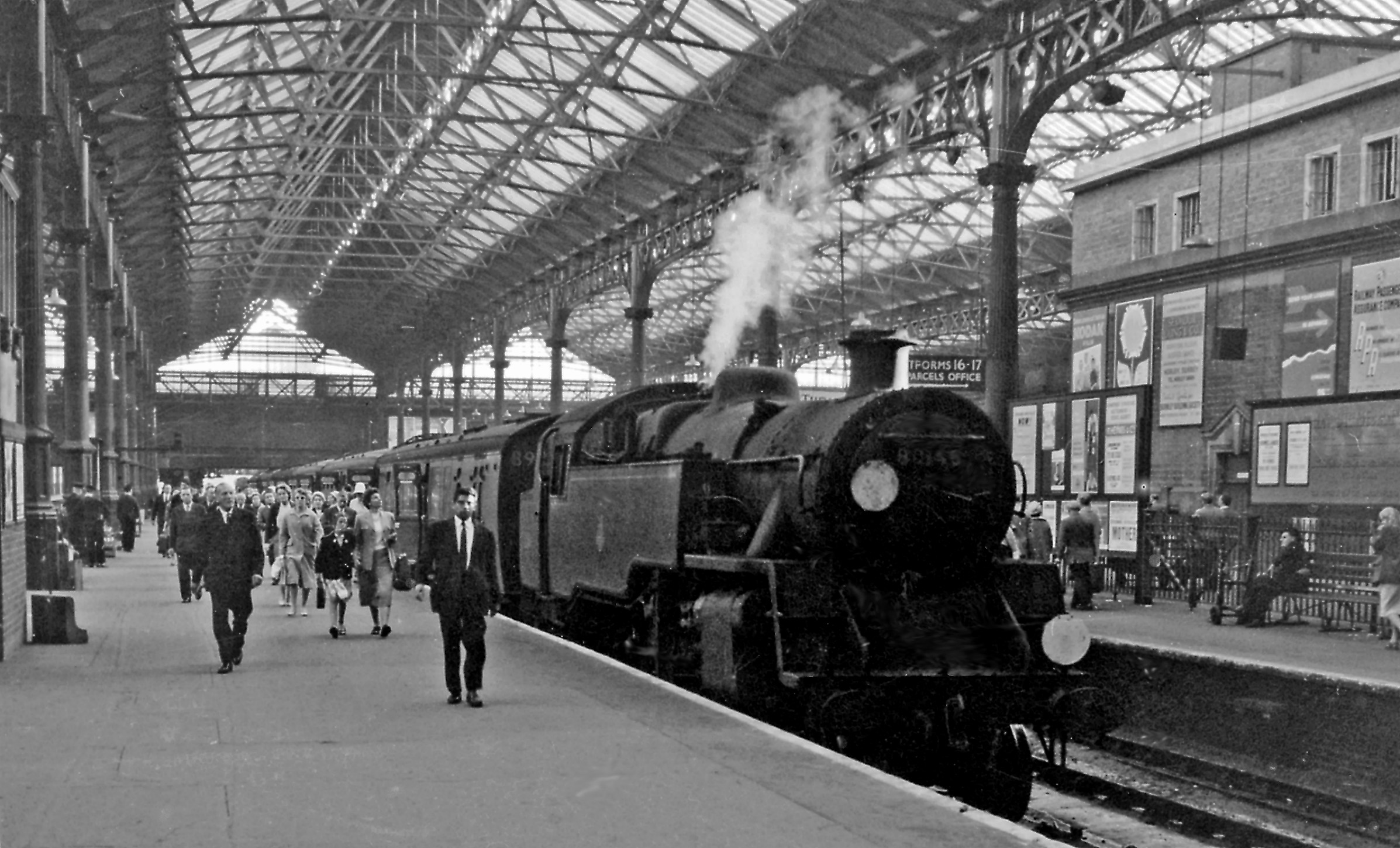
Einer der letzten Dampfzüge im Bahnhof Victoria (1961)

Beide Bahnhofsteile hatten einen separaten Eingang und einen eigenen Bahnhofsvorstand; eine Mauer verdeutlichte die Trennung. Mit dem Inkrafttreten des Railways Act 1921 gingen die LB&SCR und die SE&CR im Jahr 1923 in der neuen Gesellschaft Southern Railway (SR) auf. 1924 verband man beide Bahnhofsteile durch die Entfernung der Trennmauer miteinander und die Bahnsteige erhielten eine einheitliche Nummerierung. Die SR konzentrierte ihre Schnellzüge zu den Ärmelkanal-Fähren auf den Bahnhof Victoria. Ihre berühmtesten Züge waren die Pullmanzüge Golden Arrow (ab 1926) und Brighton Belle (ab 1933) sowie der Nachtzug Night Ferry nach Paris (ab 1936).
Der Bahnhof erhielt 1933 ein eigenes Kino für Bahnreisende. Es war von Alastair Macdonald entworfen worden, dem Sohn des Premierministers Ramsay MacDonald, und war bis 1981 in Betrieb. Die GWR blieb bis 1932 Miteigentümer des Bahnhofs. Sie behielt sich Nutzungsrechte vor, machte aber nie davon Gebrauch. In den 1920er und 1930er Jahren elektrifizierte die SR fast sämtliche von Victoria ausgehenden Strecken. Das einige Jahre zuvor von der LB&SCR eingeführte Oberleitungssystem ersetzte sie vollständig durch Stromschienen. 1948 trat die staatliche British Rail (BR) an die Stelle der Southern Railway. 1984 wurde der Gatwick Express eingeführt, der seitdem eine Non-Stop-Verbindung zum Flughafen Gatwick sicherstellt. Seit der Privatisierung von British Rail Mitte der 1990er Jahre ist die Infrastrukturgesellschaft Network Rail für den Bahnhof zuständig. In den 1980er Jahren wurde der Bahnhof im Innern umfassend umgebaut. Es entstand eine Ladenpassage in der Haupthalle sowie über den westlichen Bahnsteigen.
Am 18. Februar 1991 explodierte eine Bombe der IRA. Ein Mann wurde getötet und 38 Personen erlitten Verletzungen. Die Antiterror-Einheit der Metropolitan Police hatte sich dazu entschlossen, den Bahnhof nicht zu räumen, obwohl sie eine telefonische Vorwarnung erhalten hatte.

## London Underground

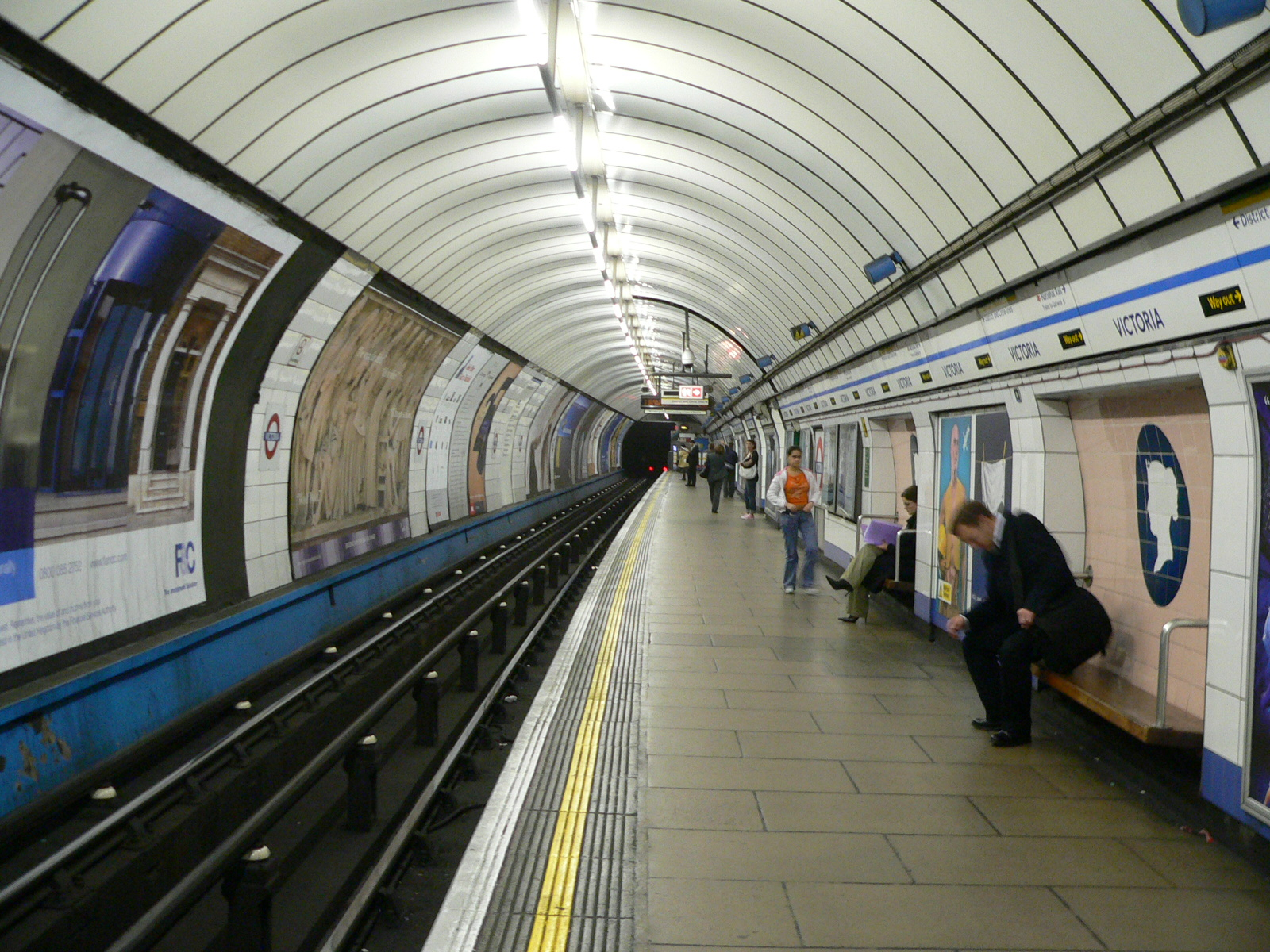
Bahnsteig der Victoria Line in Richtung Süden

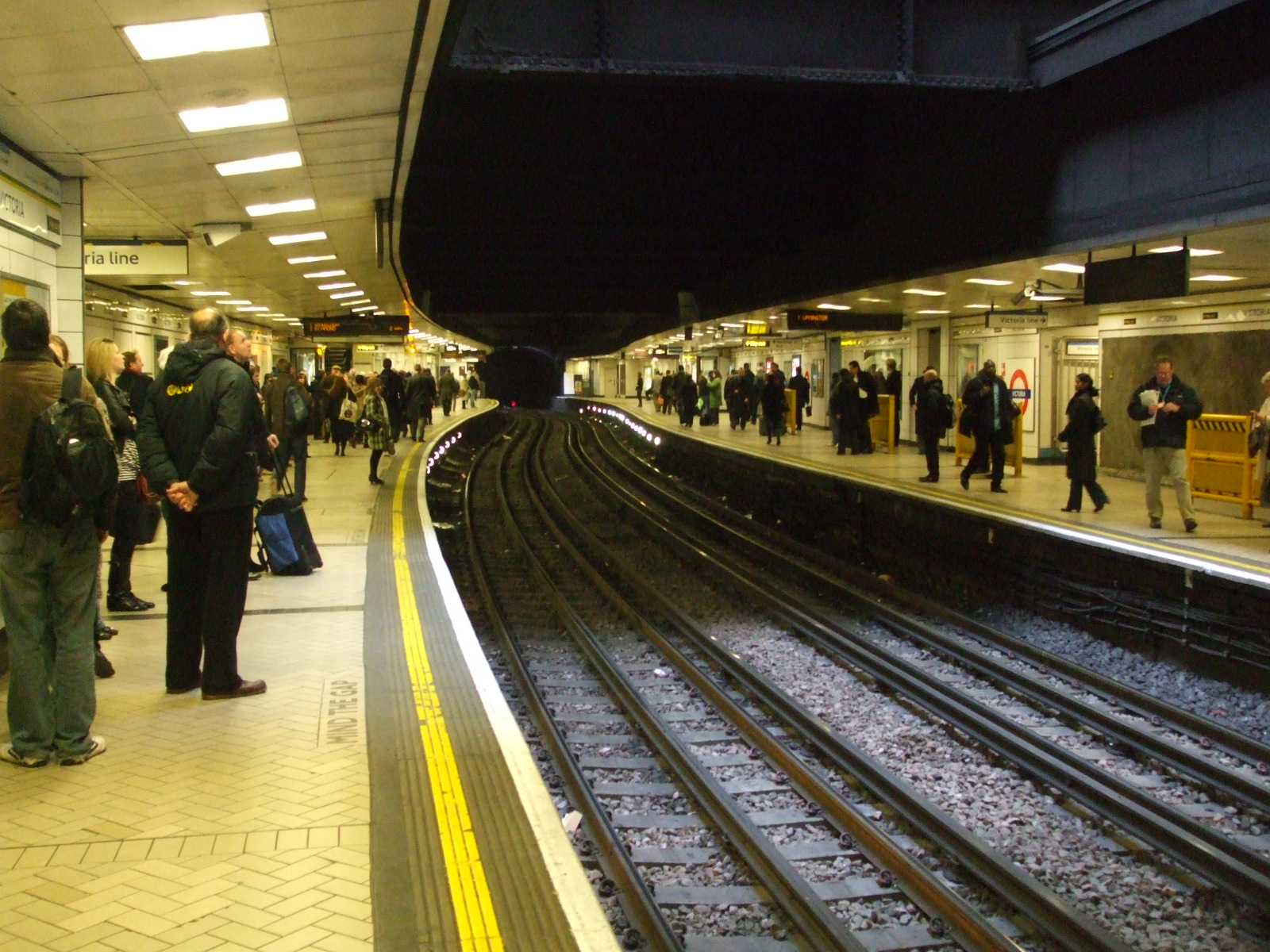
Bahnsteige der Circle Line und District Line

Es gibt zwei U-Bahn-Stationen, die auf zwei verschiedenen Ebenen und in einem zeitlichen Abstand von mehr als einem Jahrhundert errichtet wurden. Die ältere auf der Nordseite des Busbahnhofs entstand in offener Bauweise unmittelbar unterhalb der Straße und dient der Circle Line und der District Line. Die neuere Station, näher zum Bahnhof gelegen, dient der Victoria Line, die in tief liegenden Tunnelröhren verläuft. Beide Stationen verfügen über eine eigene Schalterhalle und sind durch eine Fußgängerunterführung unter dem Busbahnhof miteinander verbunden.
Den ersten Teil der U-Bahn-Station eröffnete die Metropolitan District Railway, die Vorgängerin der District Line, am 24. Dezember 1868, als sie ihren ersten Streckenabschnitt zwischen South Kensington und Westminster in Betrieb nahm. Das Stationsgebäude wurde zu Beginn des 20. Jahrhunderts neu errichtet. Es war zunächst eingeschossig und wurde später in ein Bürogebäude integriert, das darum herum entstand. Am 1. Juli 1905 erfolgte die Elektrifizierung der Strecke. Am 7. März 1969 fand die Eröffnung der Station der Victoria Line statt, als der dritte Abschnitt dieser Linie südlich von Warren Street eröffnet wurde. Während der Bauarbeiten am letzten Abschnitt diente Victoria Station vorübergehend als südliche Endstation. Ab dem 23. Juli 1971 verkehrten die Züge weiter nach Brixton.
Mit über 56 Millionen Fahrgästen jährlich (Stand 2022) gehört Victoria zu den am stärksten belasteten U-Bahn-Stationen Londons. Für derart viele Fahrgäste ist die Station zu klein bemessen, was häufig zu Überlastungen führt. Aus diesem Grund müssen die Eingänge während der Hauptverkehrszeit oft geschlossen werden, die Station kann dann nur verlassen, aber nicht betreten werden. Ende 2010 begannen deshalb aufwändige Umbau- und Erweiterungsarbeiten. 2018 wurde die bestehende Schalterhalle erweitert, mit zusätzlichen Rolltreppen.